# Paul Ehrenreich

Paul Ehrenreich

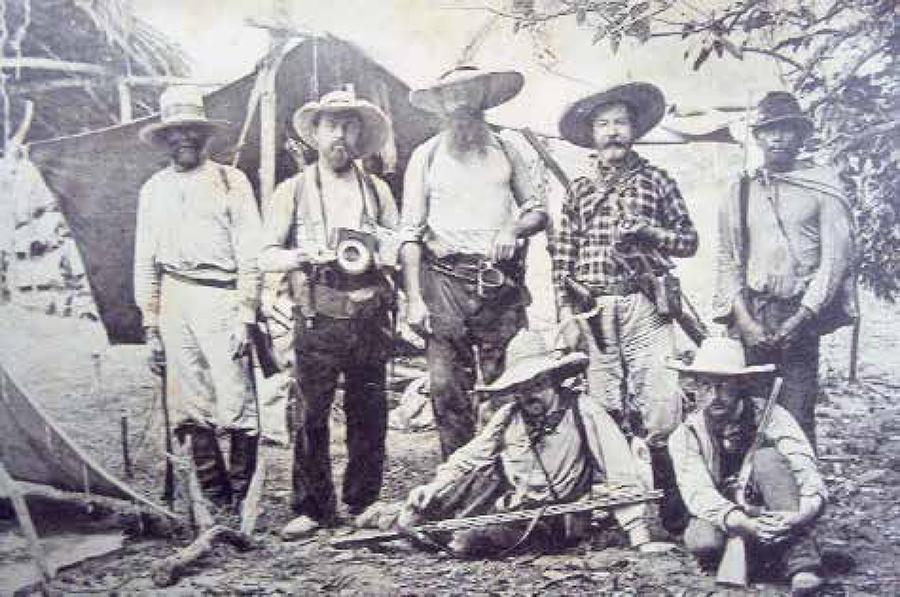
Januário, Peter Vogel, Karl von den Steinen, Leutnant Perrot, Antonio; sitzend Wilhelm von den Steinen, Paul Ehrenreich (1887)

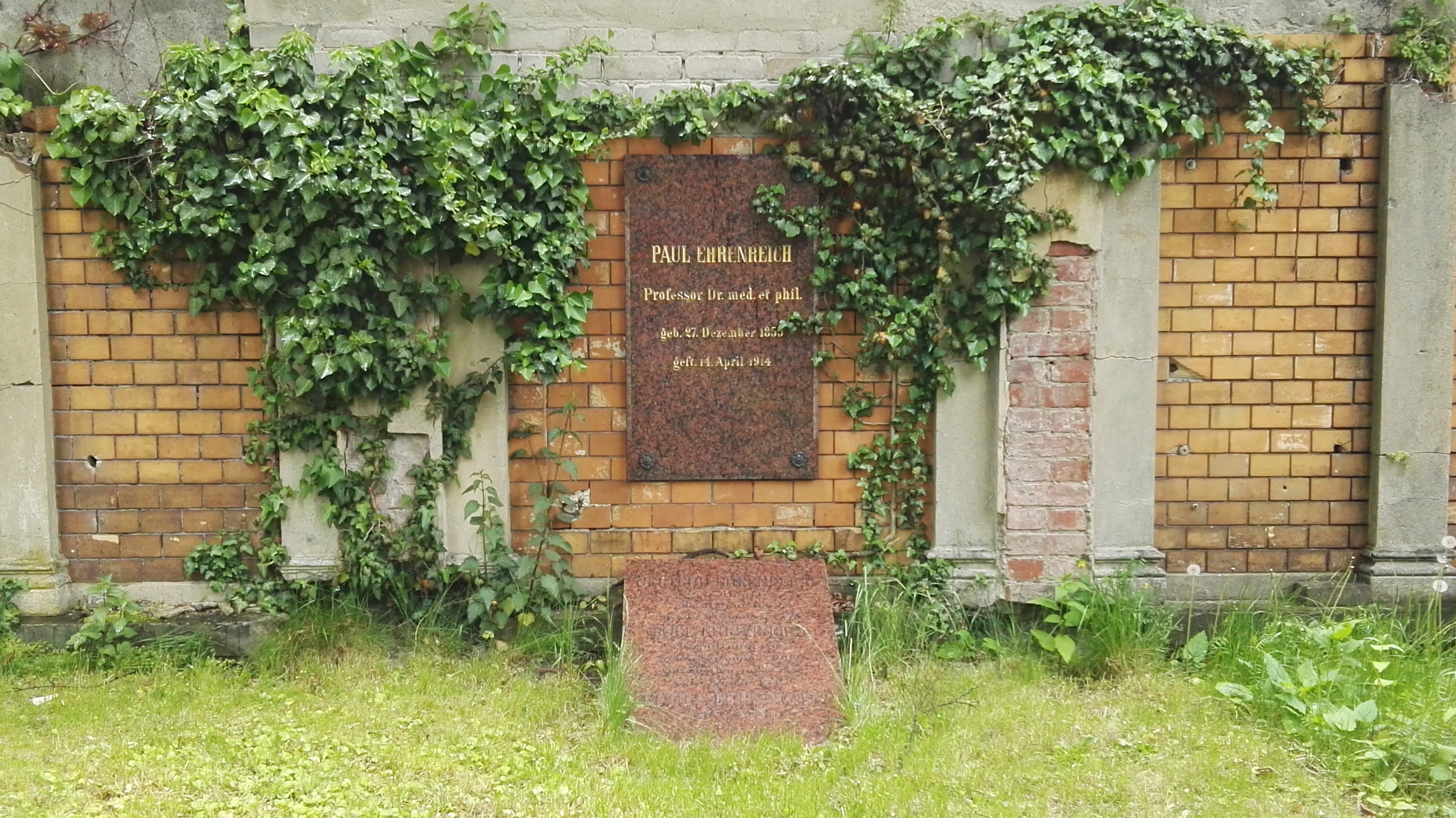
Grabstätte

Paul Ehrenreich (* 27. Dezember 1855 in Berlin; † 4. April 1914 in Berlin) war ein deutscher Anthropologe und Ethnologe.

## Leben
Paul Ehrenreich studierte in Berlin, Heidelberg und Würzburg Medizin und Naturwissenschaften. In Heidelberg war er Mitglied des Corps Suevia.
Er interessierte sich schon früh für anthropologische Forschungen. 1884/85 bereiste er Ostbrasilien, nahm 1887 bis 1888 an der zweiten deutschen Xingu-Expedition unter Karl von den Steinen zu brasilianischen Indianerstämmen des Mato Grosso teil und leistete einen bedeutenden Beitrag zur Erforschung der  Bororó-Indianer am São-Lourenço-Fluss sowie verschiedener Stämme an den Flüssen Tocantins und  Araguaia.
Sein Hauptforschungsgebiet war die vergleichende Mythenforschung, dabei lag ein Schwerpunkt auf der Erhellung der Bedeutung der Gestirne in den Mythen. Seine Forschungsbeiträge, wie z. B. Die Mythen und Legenden der Süd-Amerikanischen Urvölker, erschienen zumeist in der Zeitschrift für Ethnologie, in letzterem Falle als Supplement.
Ehrenreich war Mitglied der Berliner Gesellschaft für Anthropologie, Ethnologie und Urgeschichte.
Paul Ehrenreich starb 1914 im Alter von 58 Jahren in Berlin. Seine letzte Ruhestätte befindet sich auf dem Alten Zwölf-Apostel-Kirchhof in Berlin-Schöneberg. Die Wandgrabanlage aus gelbem Klinker mit Sandsteinverblendungen und rotbraunen Inschriftentafeln ist nur teilweise erhalten.

## Zitat
„Die Heroen sind ebenfalls nicht notwendig Menschen, sondern ebensooft Tiere und Halbwesen, die erst allmählich menschliche Form annehmen, wie Abaangui der Guarayo, Keri und Kame bei den Bakairi. Am entschiedensten ist der Thermorphismus in Nordamerika ausgeprägt, wo der Coyote, Mink, Rabe, Hase als Heroen und Demiurgen auftreten. Im übrigen zeigen alle diese Heroenmythen, denselben Ideen entsprossen, über die ganze Erde hin große Verwandtschaft.
Natürlich kann in jedem Mythenkreise dieselbe Erscheinung sowohl personifiziert, wie einfach anthropo-theromorph oder auch ganz als unbeseeltes, von außen her bewegtes Objekt verwendet werden.“ (Die Mythen und Legenden der Südamerikanischen Urvölker, S. 24)

## Werke
- Botokuden. 1887.
- Materialien zur Sprachenkunde Brasiliens. 1894.
- Beiträge zur Völkerkunde Brasiliens. 1891.
- Die Mythen und Legenden der Südamerikanischen Urvölker und ihre Beziehungen zu denen Nordamerikas und der alten Welt. Asher, Berlin 1905 (Supplement zur Zeitschrift für Ethnologie). Digitalisat
- Götter und Heilbringer. 1906.
- Die allgemeine Mythologie und ihre ethnologischen Grundlagen. 1910.
- Die Sonne im Mythos. Hinrichs, Leipzig 1915.